# 2013年布什尔省地震
2013年布什尔省地震发生于2013年4月9日当地时间16时22分，震中位于伊朗南部布什尔省霍尔穆季（Khvormuj）和卡基（Kaki）附近，震源深度10公里，芮氏規模6.3级。 